# Иитате
Иитате (яп. 飯舘村 Иитатэ-мура) — село в Японии, находящееся в уезде Сома префектуры Фукусима. Площадь села составляет 230,13 км², население — 5896 человек (1 августа 2014), плотность населения — 25,62 чел./км².
11 марта 2011 года село пострадало от землетрясения и цунами и последующей аварии на АЭС Фукусима I и впоследствии население было эвакуировано. Приказ об эвакуации был отменён 1 апреля 2017 года, за исключением небольшого района на юге Иитате, граничащего с соседним посёлком Намиэ, который остается практически полностью закрытой зоной. Однако только треть бывших жителей выразили намерение вернуться обратно. Эстафета олимпийского огня летних Олимпийских игр 2020 пройдёт через село Иитате.

## Географическое положение
Село расположено на острове Хонсю в префектуре Фукусима региона Тохоку. С ним граничат города Сома, Минамисома, Дате и посёлки Намиэ, Кавамата.

## Население
Население села составляет 5896 человек (1 августа 2014), а плотность — 25,62 чел./км². Изменение численности населения с 1980 по 2005 годы:
| 1980 | 8331 чел. |  |
| 1985 | 8206 чел. |  |
| 1990 | 7920 чел. |  |
| 1995 | 7586 чел. |  |
| 2000 | 7093 чел. |  |
| 2005 | 6722 чел. |  |

## Символика
Деревом села считается сосна густоцветная, цветком — Lilium auratum, птицей — Cettia diphone.